# Alberto Baquit
Alberto Baquit (Rio de Janeiro, 24 de agosto de 1924 — 17 de abril de 2015) foi empresário do ramo têxtil, filantropo brasileiro.

## História
Descendente de emigrantes árabes, nasceu no Rio de Janeiro em 24 de agosto de 1924 se mudando ainda novo para cidade de Quixadá, onde começou a trabalhar na empresa de tecidos de seus pais.
Mudou-se para fortaleza para estudar no Colégio São João (atual colégio Farias Brito) onde era localizado a antiga Vila Quixadá. Foi quando montou sua primeira loja de tecidos na tradicional rua Floriano Peixoto no centro de fortaleza.
Criou a empresa Finobrasa em abril de 1973  que veio a ser uma das maiores indústrias têxteis no Ceará a época com a participação do grupo Vicunha de São Paulo.
Ajudou na modernizou a empresa fiação Jangadeiro S/A - TEBASA.

## Filantropia
- Ajudou a construir o Hospital de Quixadá bem como contribuiu na construção de igreja, casas e maternidade naquela cidade.
- Ajudou na construção com recursos próprios do Hospital da SAC (Sociedade de apoio aos cegos) hoje com o nome hospital Alberto Baquit Júnior em homenagem a seu filho que faleceu aos 16 anos durante a sua construção.[4]

## Premiação
- Comenda da Medalha do Mérito Industrial - FIEC, 1995.[5]
- Medalha Dr. Hélio Góes Ferreira[6]